# Шумерський міф про створення світу
Найдавніший текст шумерського міфу про створення світу, який історик Торкільд Якобсен назвав «Походження Еріду», знайдено на одній частково збереженій глиняній табличці, розкопаній в Ніппурі експедицією Університету Пенсільванії в 1893 році і вперше розшифрованій Арно Побелем у 1912 році. Міф написаний шумерською мовою і датується приблизно 1600 роком до нашої ери. Інші тексти про шумерські міфи створення світу приблизно того ж часу називаються Циліндром Бартона, «Розмови між вівцями і зерном» і «Розмови між Зимою і Літом», які також знайдені в Ніппурі.

## Короткий зміст
Початок таблички втрачено, але вціліла частина починається з розповіді про те, як божества Ану, Енліль, Енкі та Нінхурсг створили шумерів та забезпечили їм комфортні умови для життя та розмноження худоби. Потім з небес дається право царювання, і засновуються перші міста: Еріду, Бад-Тібіра, Ларак, Сіппар і Шуруппак.
Після відсутнього розділу історія продовжується тим, що боги вирішили не рятувати людство від потопу, що насувається. Зіусудра, цар і жрець-гудуг, дізнається про це. У пізнішій аккадській версії, записаній в епосі «Атра-Хасіс», Еа (шумерський Енкі), бог вод, попереджає героя (в аккадській традиції це Атрахасіс) і дає йому вказівки щодо будівництва ковчега. Це місце відсутнє в шумерському фрагменті, але згадка про те, що Енкі радився з самим собою, передбачає подібні інструкції в шумерській версії.

## Міф про потоп
Перед втраченим розділом боги вирішили послати потоп, щоб знищити людство. Енкі, бог підземного моря, прісної води і еквівалент вавилонського Еа, попереджає Зіусудру, правителя міста Шуруппак, побудувати великий човен, хоча описи човна також втрачені.
Коли текст продовжується, табличка описує повінь. Сім днів і ночей лютує страшна гроза. «Величезний човен кинули по великих водах». Потім з'являється Уту (Сонце), і Зіусудра відкриває вікно, падає долілиц і приносить в жертву вола та вівцю.
Після чергової прогалини текст поновлюється розповіддю, що потоп, очевидно закінчився, і Зіусудра падає ниць перед Ану (небом) і Енлілем (Володарем подиху), які дають йому «подих вічний» для «збереження тварин і насіння людства». Решту таблички втрачено.
Епос про Зіусудру додає в рядки 258—261 елемент, який не зустрічається в інших версіях, що після повені річки «царя Зіусудру змусили людей жити в землі країни Дільмун, в місці, де сонце піднімається». У цій версії історії човен Зіусудри пливе по річці Євфрат в Перську затоку (а не на гору або вгору за течією до Кіша). Шумерське слово KUR у рядку 140 міфу про потоп було інтерпретовано як «гора» на аккадській мові, хоча шумерською мовою KUR означає не лише «гора», але також і «земля», особливо як чужа країна, а також «Підземний світ».
Деякі сучасні вчені вважають, що шумерська історія про потоп відповідає локалізованому розливу річки в Шуруппака (сучасний Телль-Фара, Ірак) та в інших містах на північ від Кіша, про що свідчить шар річкових відкладень, радіовуглецеве датовання вказує на їхнє утворення близько 2900 р. до н. е., коли ці відкладення порушують безперервність поселення. Поліхромна кераміка періоду Джемдет Наср (близько 3000–2900 рр. до н. е.) була виявлена безпосередньо під цим шаром повеней Шуруппака. Історичність жодного з додинастичних допотопних правителів не підтверджується археологічними розкопками, епіграфічними написами чи іншим чином, але шумери стверджували, що вони жили в міфічну епоху до Великого потопу.
Шумерський документ, відомий як «Приписи Шуруппака», датований Крамером приблизно 2600 р. до н. е., у пізнішій версії посилається на Зіусудру. Крамер заявив, що Зіусудра став «славетною фігурою в літературній традиції» до 3-го тисячоліття до нашої ери. І Самуель Чен стверджує, що найдавніші згадки про Зіусудру можна датувати Старовавилонським періодом.

### Паралелі
Інші міфи про потоп, що мають багато схожості з шумерською історією, — це історія про Дравіда, царя Ману в Матсья Пурані, епізод «Утнапіштім» в епосі про Гільгамеша та оповідь про потоп в Біблії. Стародавні греки та римляни мали два схожі міфи пізнішої дати: історію Девкаліона та всесвітній потоп Зевса в I книзі «Метаморфоз» Овідія.

## Зіусудра і Ксісутрос
Зіусудра відомий нам з таких джерел:
- З шумерського міфу про потоп, про який йшлося вище.
- Щодо його безсмертя говориться в деяких версіях «Смерті Гільгамеша»[9].
- Знову про його безсмертя в «Поемі ранніх правителів»[10].
- Як Ксісутрос (Ξίσουθρος) він відомий в елліністичній розповіді Бероса про вавилонську історію.
- Як Зіусудра в редакції WB-62 списку шумерських царів. Цей текст відрізняється від усіх інших списків царів, що дійшли до нас, вказуючи назву Шуруппак як ім'я царя, а не назву міста, а Зіусудру — як наступника «Шуруппака»[11].
- Пізніша версія документа, відомого як «Приписи Шуруппака»[12] посилається на Зіусудру[13].

В обох пізніх датованих списках царів, наведених вище, ім'я Зіусудра згадується безпосередньо перед потопом, включен до деяких версій списку шумерських царів. Однак жоден інший список царів не згадує Зіусудру.